# Primrose League

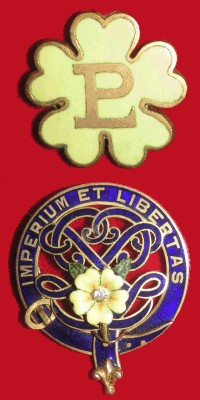
Distintivi della Primrose League

La Primrose League è un club conservatore fondato in Gran Bretagna nel 1883, che divenne un'importante organizzazione elettorale del Partito Conservatore britannico. L'associazione è stata fondata dal politico conservatore Randolph Churchill e prende il nome dal fiore preferito dell'ex primo ministro Benjamin Disraeli. La Primrose League è stata politicamente attiva fino alla metà degli anni '90 ed è stata sciolta nel 2004.
In un momento avanzato della sua esistenza, i suoi obiettivi dichiarati (pubblicati nella Primrose League Gazette, vol.83, n.2, marzo/aprile 1979) erano:
1. Sostenere e supportare Dio, la Regina e il Paese, e la causa conservatrice;
2. Fornire una voce efficace per rappresentare gli interessi dei suoi membri e portare l'esperienza dei leader nella conduzione degli affari pubblici per il bene comune;
3. Incoraggiare e aiutare i suoi membri a migliorare la loro competenza professionale come leader;
4. Lottare per la libera impresa.

## Storia
Nel 1880, l'appello diretto al pubblico e la mobilitazione di base erano diventati comuni in Gran Bretagna, specialmente nelle campagne elettorali. Il guadagno di legittimità dovuto all'ampio sostegno di base è stato utilizzato anche per controversie interne al Partito Conservatore, che all'epoca formava l'opposizione al primo ministro in carica William Ewart Gladstone del Partito Liberale. Randolph Churchill e il successivo primo ministro Arthur James Balfour fondarono la Primrose League nel 1883 per aumentare l'influenza della base del partito sulla leadership parlamentare sotto Lord Salisbury e conquistare nuovi elettori conservatori attraverso i confini sociali. L'associazione prende il nome dal fiore preferito del primo ministro Benjamin Disraeli, morto due anni prima, in onore del quale si tiene annualmente il Primrose Day.
Benjamin Disraeli aveva già cercato di conquistare i lavoratori verso il Partito Conservatore. Nonostante tutti gli sforzi, i lavoratori sono rimasti l'eccezione nei circoli conservatori. Dopo la morte di Disraeli nel 1881, si formò un cosiddetto Quarto Partito tra i conservatori più giovani sotto la guida di Churchill e Balfour, che voleva acquisire maggiore influenza all'interno del Partito Conservatore, ma anche mobilitare le classi sociali inferiori. La Primrose League, fondata a questo scopo, che non fu ufficialmente unita al partito per garantirne l'indipendenza, si diffuse rapidamente in tutto il paese e divenne così un'organizzazione politica di massa. Nel 1886 il numero dei soci era già di 200.000, nel 1891 un milione e nel 1908 1,7 milioni. L'associazione ha riscontrato un seguito particolarmente ampio nelle aree rurali.
La Primrose League conquistò i suoi sostenitori portando la classe bassa alla classe media ed entrambe alla classe alta. Ciò è stato fatto organizzando feste come il Primrose Day, in cui i gradi onorari e i distintivi di rango poterono essere visualizzati in un ambiente festivo, ma è stata evocata anche l'unità della nazione. La Primrose League si è quindi sviluppata nel più importante strumento di campagna elettorale dei conservatori nel periodo prebellico, soprattutto perché le nuove leggi elettorali hanno ridotto drasticamente le spese della campagna elettorale e hanno dovuto utilizzare volontari.